# Oznake pripadnosti Slovenske vojske
Oznake pripadnosti Slovenske vojske so oznake, ki jih ima vsaka samostojna enota v strukturi SV, ki se nosi kot našitek na desnem rokavu, na sredini nadlahtnice.